# 박성준 (1940년)
박성준(본명: 박중순, 1940년 2월 29일~)은 일제 시대 말기의 경남 통영에서 출생한, 대한민국의 사회 운동가(1961년~2001년 활약)이자 대학 교수 및 교육인이다. 본은 밀양(密陽)이다.
1967년 한명숙과 결혼했으나, 이듬해 1968년 8월 24일, 〈통일혁명당 사건〉으로 기소되어 1심에서 징역 15년, 자격정지 15년을 선고받고 1969년 대법원에서 형(刑)이 확정됐다. 검찰은 박성준에게 국가보안법 위반죄, 내란음모죄, 반공법 위반죄를 적용했다. 그 후 실형을 선고받고 13년 동안 복역하다가 1981년 6월, 전두환 대통령 때에 특별사면으로 출소해 이후 다분히 사회주의 관련 성향의 강연 활동과 저술 활동을 했고, 해외 유학도 하여 미국 뉴욕 유니언 신학대학원·일본 도쿄 릿쿄 대학교 대학원에서 신학을 공부하기도 했다. 이후 한신대학교 신학과 객원교수·가톨릭대학교 교육학과 겸임교수 등을 역임하였고, 2001년 8월부터 성공회대학교 NGO대학원 겸임교수 등으로 재직하고 있으며, 아름다운가게 공동대표·비폭력평화물결 공동대표 직위를 맡고 있기도 하다.

## 학력
- 서울대학교 상과대학 경제학과 학사(1961년 2월)
- 미국 뉴욕 유니언 신학대학원 신학 석사(1994년 8월)
- 일본 도쿄 릿쿄 대학교 대학원 신학과 신학박사(1999년 3월)

## 같이 보기
- 한국기독교장로회
- 한백교회
- 안병무
- 박종린 (비전향 장기수)
- 제3시대 그리스도교 연구소